# ماركوس هاريس (لاعب كرة قدم أمريكية)
ماركوس هاريس (بالإنجليزية: Marcus Harris)‏ هو لاعب كرة قدم أمريكية أمريكي، ولد في 1 مارس 1989.

## وصلات خارجية
- ماركوس هاريس على موقع مرجع كرة القدم المحترفة.كوم (الإنجليزية)
- ماركوس هاريس على موقع JustSportsStats.com (الإنجليزية)